# Krems an der Donau
Krems an der Donau es una ciudad estatutaria austriaca perteneciente al länder de Baja Austria. Con una población de 24 342 habitantes es la quinta ciudad más poblada de este estado.

## Geografía
Se encuentra situada a unos 70 km al oeste de Viena.

## Historia
Krems fue durante la Edad Media un importante nudo de comunicaciones y una ciudad comercial gracias al río Danubio. Hacia 1900 tenía contabilizada una población de 12 657 habitantes. En la actualidad, Krems puede ser considerada como una ciudad ferial con industria y como meta de numerosos turistas y estudiantes.